# Głowno Północne
Głowno Północne – przystanek osobowy w Głownie, w ciągu ul. Wiejskiej, na linii kolejowej nr 15. Został wybudowany w ramach rządowego programu budowy lub modernizacji przystanków kolejowych na lata 2021–2025. Otwarty został 1 września 2024 roku.